# Papua-Nowa Gwinea na Letnich Igrzyskach Olimpijskich 2008
Papuę-Nową Gwineę na XXIX Letnich Igrzyskach Olimpijskich w Pekinie reprezentowała ekipa siedmiu sportowców w pięciu dyscyplinach sportu. Były to ósme letnie igrzyska olimpijskie z udziałem reprezentacji tego kraju.

## Reprezentanci

### Boks
- kategoria do 48 kg mężczyzn: Jack Willie – odpadł w I rundzie (przegrana 2-14 z Tajem Amnatem Ruenroengiem)[2]

### Lekkoatletyka
- bieg na 100 m kobiet: Mae Koime – odpadła w eliminacjach (44. czas)
- bieg na 400 m przez płotki mężczyzn: Mowen Boino – odpadł w eliminacjach (23. czas)

### Pływanie
- Ryan Pini
  - 100 m stylem motylkowym mężczyzn: 8. miejsce
  - 100 m stylem dowolnym mężczyzn: odpadł w eliminacjach (39. czas na 64 pływaków)
  - 200 m stylem dowolnym mężczyzn: odpadł w eliminacjach (32. czas na 58 pływaków)
- 50 m stylem dowolnym kobiet: Anna Lisa Mopio-Jane – odpadła w eliminacjach (42. czas na 92 pływaków)

### Podnoszenie ciężarów
- kategoria do 53 kg kobiet: Dika Toua – 8. miejsce (wśród 9 sztangistek) z wynikiem 184 kg (80 kg w rwaniu + 104 kg w podrzucie)[3]

### Taekwondo
- turniej kobiet (do 49 kg): Theresa Tona – odpadła w 1/8 finału (przegrała 0-5  z Wietnamką Trần Thị Ngọc Trúc)